# Villaluenga de la Sagra
Pour les articles homonymes, voir Villaluenga (homonymie).
Villaluenga de la Sagra est une commune d'Espagne de la province de Tolède dans la communauté autonome de Castille-La Manche.

## Géographie
Elle est située à 51 km de Madrid et à 21 km de Tolède.

## Administration
| Période                                  | Période | Identité | Étiquette | Qualité |
| ---------------------------------------- | ------- | -------- | --------- | ------- |
|                                          |         |          |           |         |
| Les données manquantes sont à compléter. |         |          |           |         |